# Laura Vila Kremer
Laura Vila Kremer (Ibiza, 1985) es una profesional de las artes escénicas y activista catalana que forma parte del colectivo artístico «Que no salga de aquí», un grupo de concienciación que busca la despatologización médica de las personas intersex y el reconocimiento de esta parte de la población a través de la dramaturgia, las artes escénicas y la historia del arte.

## Carrera
Licenciada en Comunicación audiovisual por la Universidad Autónoma de Barcelona, Vila decidió posteriormente dedicarse al mundo de la dramaturgia. Ha participado en numerosas obras de teatro dentro y fuera de Cataluña, en Madrid, entre otros. Podemos destacar «17 simpáticas formas de acabar con el capitalismo», de la compañía Casa Real, en Barcelona,  y también ha viajado al teatro Sala Cuarta pared de Madrid,  «Voluptas, rompemos estereotipos»,  «El amanse(pa)mente de las furias» en el teatro Villarroel,  «Se receta silencio», corto documental dirigido por Miquel Missé (2021)  premio del jurado al mejor corto DDHH en el Festival Internacional de Cine y Diversidad Sexual (2022)  o también «Cabaret Trans». 

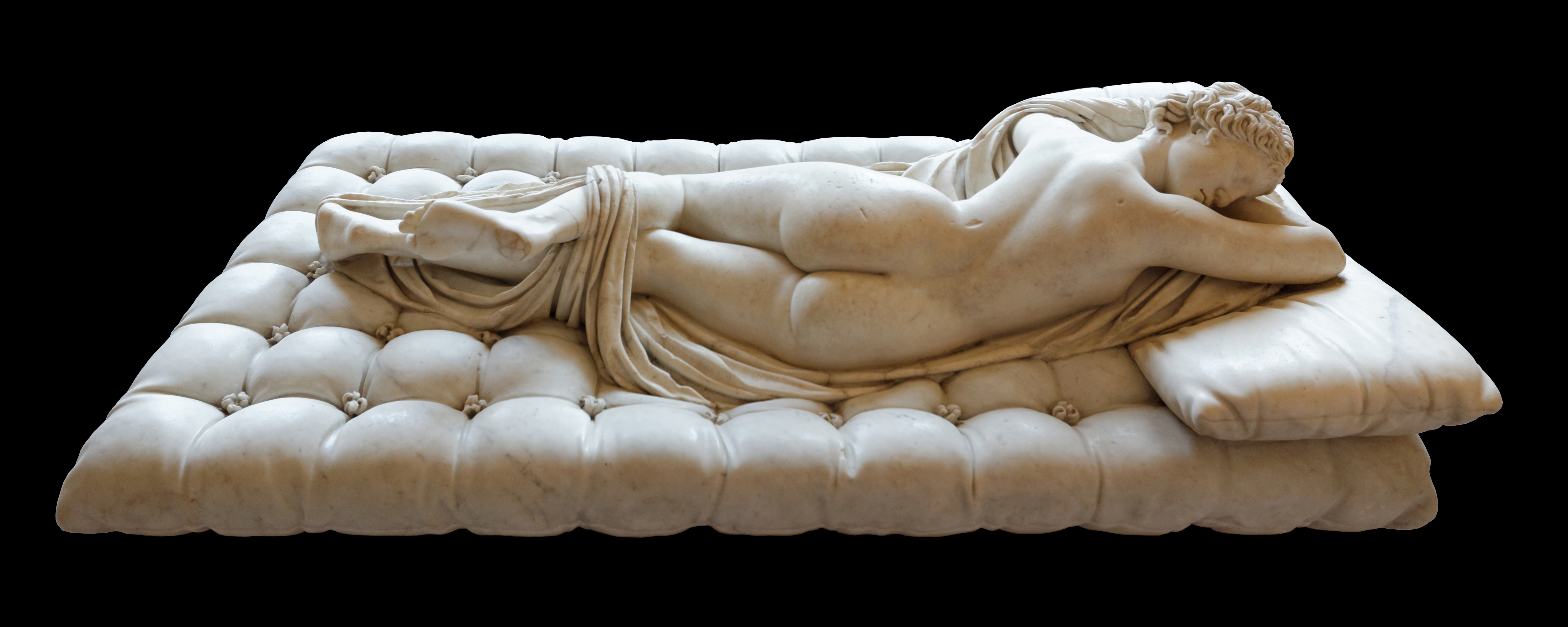
El Hermafrodito durmiente (1620, Gian Lorenzo Bernini) es una imagen recurrente en la obra de Hermafroditas a caballo o la rebelión del deseo

### Hermafroditas a caballo o la rebelión del deseo
Hermafroditas a caballo o la rebelión del deseo es una obra documental narrada en primera persona. Una pieza íntima que, desde su vivencia personal, acompañada por otros testigos, Vila nos acerca a la problemática que viven las personas intersexuales, tratadas como enfermas, mutiladas, con una falta de referentes ni leyes que las protejan y acompañen.  Ésta ha sido probablemente la obra del colectivo que más cobertura mediática ha recibido. Durante la temporada 2021-2022 ha sido llevada a Pamplona, al Festival de teatro de Tàrrega (actualmente conocido como FiraTàrrega),  al Teatro Tantarantana de Barcelona, en el marco del Festival Grec,  o al Ateneo Popular de Nuevo Barrios.  Asimismo, ha ganado el premio de la Crítica 2022 y una residencia artística en el teatro Tantarantana (2022).  Esta propuesta sigue su gira por teatros de toda la geografía catalana en otoño de 2022.